# Edward S. Aarons
Edward Sidney Aarons, noto anche con lo pseudonimo di Paul Ayres o Edward Ronns (Filadelfia, 1916 – New Milford, 16 giugno 1975), è stato uno scrittore statunitense.
Tra il 1936 e il 1962 ha scritto più di 80 romanzi, ha collaborato a scrivere anche per le riviste Detective Story Magazine e Scarab. I suoi libri sono stati stampati in 17 lingue del mondo, e 42 suoi romanzi fanno parte della serie della CIA con l'agente Sam Durell.

## Gioventù
Aarons è nato a Philadelphia, Pennsylvania, e si laurea in Letteratura e Storia presso la Columbia University. Lavora in diversi posti per mantenere i suoi studi, dal giornalista al pescatore. Nel 1933, vince un piccolo concorso con un suo racconto breve. Partecipa alla Seconda Guerra Mondiale, arruolandosi dopo l'attacco di Pearl Harbor nel 1941. Viene congedato nel 1945 con il grado di Sergente Maggiore.

## Opere
- 1960, Sam Durell: Missione Madeleine, stampato nella collana Segretissimo con il numero 137.
- 1960, Sam Durell: Missione danza della morte, stampato nella collana Segretissimo con il numero 142.
- 1960, Sam Durell: operazione sonno, stampato nella collana Segretissimo con il numero 123.
- 1962, Operazione Birmania, stampato nella collana Segretissimo con il numero 10.
- 1962, Missione tradimento, stampato nella collana Segretissimo con il numero 14.
- 1963, Operazione: Cassandra, stampato nella collana Segretissimo con il numero 20.
- 1963, Operazione cataclisma, stampato nella collana Segretissimo con il numero 43.
- 1964, Sam Durell: destinazione Tokyo, stampato nella collana Segretissimo con il numero 67.
- 1964, Sam Durell tra due fuochi, stampato nella collana Segretissimo con il numero 58.
- 1965, Sam Durell: Missione suicidio, stampato nella collana Segretissimo con il numero 81.
- 1965, Sam Durell: destinazione Base 4, stampato nella collana Segretissimo con il numero 104.
- 1965, Sam Durell: destinazione Mari del Sud, stampato nella collana Segretissimo con il numero 94.
- 1965, Il volto del mio assassino (The art studio murders), stampato nella collana Il Giallo Mondadori con il numero 876.
- 1966, Sam Durell a doppio regime, stampato nella collana Segretissimo con il numero 117.
- 1966, Sam Durell: Missione Mara Tirana, stampato nella collana Segretissimo con il numero 131.
- 1966, Sam Durell: Missione scuola di spie, stampato nella collana Segretissimo con il numero 155.
- 1966, La morte tiene banco, stampato nella collana I Neri Mondadori con il numero 24.
- 1967, I difensori (The defenders), stampato nella collana Il Giallo Mondadori con il numero 978.
- 1969, Sam Durell: Missione Sigrid, stampato nella collana Segretissimo con il numero 271.
- 1970, Sei sentinelle per Sam Durell, stampato nella collana Segretissimo con il numero 333.
- 1970, Sam Durell e l'ultimo dei rajah, stampato nella collana Segretissimo con il numero 343.
- 1970, Sam Durell e il nudo nucleare, stampato nella collana Segretissimo con il numero 351.
- 1970, Pescatori si muore (The net), stampato nella collana Il Giallo Mondadori con il numero 1130.
- 1971, Di odio si muore (They all ran away), stampato nella collana Il Giallo Mondadori con il numero 1164.
- 1971, Sam Durell: dagli amici mi guardi la CIA, stampato nella collana Segretissimo con il numero 420.
- 1972, Sam Durell: Spara, spera, spia, stampato nella collana Segretissimo con il numero 449.
- 1972, I peccatori delle Antille (The sinners), stampato nella collana Il Giallo Mondadori con il numero 1213.
- 1972, Evaso in attesa di linciaggio, stampato nella collana I Gialli Longanesi 1972
- 1973, Sam Durell: Senza spia d'uscita, stampato nella collana Segretissimo con il numero 479.
- 1974, Il loro agente alla base, stampato nella collana Segretissimo con il numero 566.
- 1974, Trio per strumenti a piombo (Say it with murder), stampato nella collana Il Giallo Mondadori con il numero 1301.
- 1974, La morte alle calcagna (I can't stop running), stampato nella collana Il Giallo Mondadori con il numero 1318.
- 1975, Sam Durell: attacca su due fronti, stampato nella collana Segretissimo con il numero 618.
- 1975, Sam Durell e la regina delle Amazzoni, stampato nella collana Segretissimo con il numero 590.
- 1976, Sam Durell: La petrolspia, stampato nella collana Segretissimo con il numero 650.
- 1977, Sam Durell: Missione Liocorno, stampato nella collana Segretissimo con il numero 709.
- 1977, Sam Durell e il drago afgano, stampato nella collana Segretissimo con il numero 701.
- 1977, Dollari, maledetti dollari (Milion dollar murder), stampato nella collana Il Giallo Mondadori con il numero 1469.

### Scritti come Edward Ronns
- 1957, Il delitto continua (Dark destinity), stampato nella collana Il Giallo Mondadori con il numero 456.
- 1958, Ragazza a sorpresa (The decoy), stampato nella collana Il Giallo Mondadori con il numero 469.
- 1958, Naufraghi dell'inganno (Milion dollar murder), stampato nella collana Il Giallo Mondadori con il numero 490.
- 1960, La città non dorme (Terror in the town), stampato nella collana Il Giallo Mondadori con il numero 586.